# Shirdana

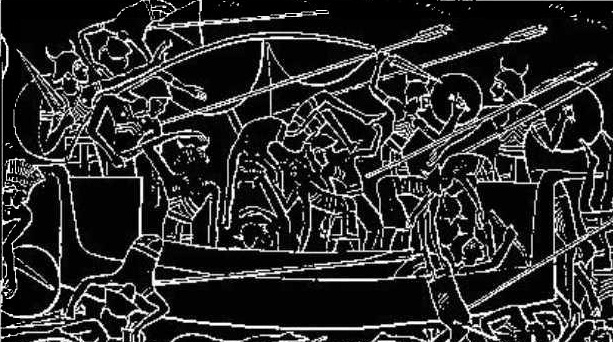
Los Shardana en batalla representados en un relieve del templo de Medinet Habu.

Los Shirdana (también conocidos como Sherden, Serden o Shardana) son un antiguo pueblo de piratas que constituyen uno de los grupos de los llamados Pueblos del mar, que aparecen en registros históricos fragmentados de inscripciones egipcias sobre la zona del Mediterráneo hacia el 2000 a. C.; la información es muy escasa. En las representaciones aparecen llevando una complicada armadura de bandas superpuestas de cuero o metal, y un yelmo con un espolón en la cúspide. La armadura parece similar a la utilizada por los filisteos de Medinet Habu, y es similar, aunque no idéntica a la que se encuentra en la tumba 12 de Dendra donde se ha encontrado cerámica micénica IIB-IIIA de la segunda mitad del siglo XV a. C. La espada Shardana, según las teorías de James Henry Breasted, pudo haber sido desarrollada a partir de un alargamiento de los cuchillos y dagas europeos y ha sido asociada con la minería del estaño en la región de la actual Bohemia. Robert Drews ha sugerido recientemente que el uso de esta arma entre los grupos de mercenarios Shardana y filisteos les hacía capaces de resistir ataques de caballería, lo que los convertía en una fuerza valiosa en la guerra.

## Primeras menciones de los Shirdana

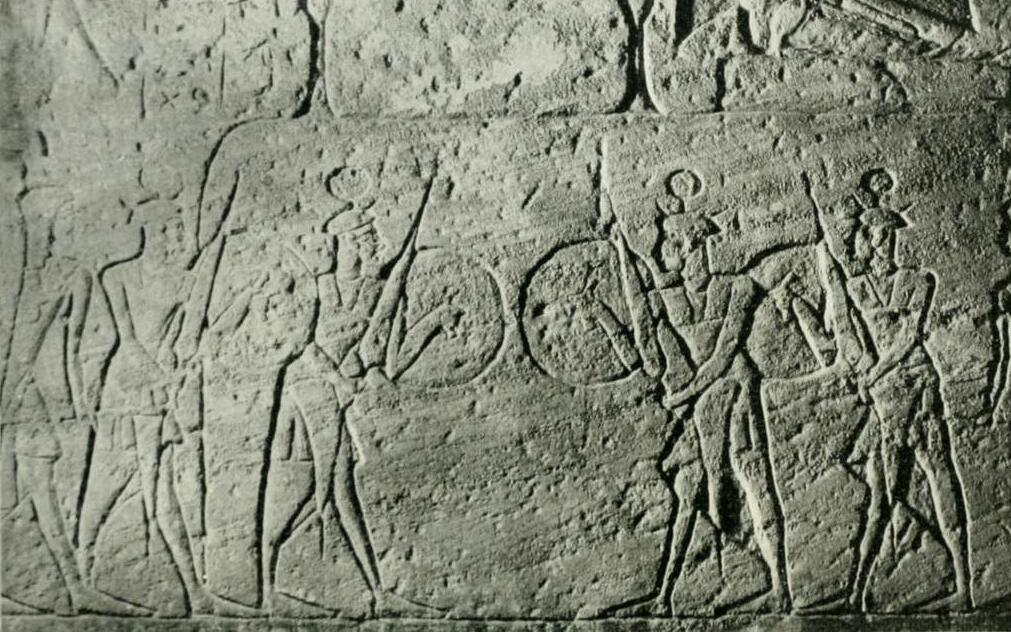
Miembros de la guardia personal Shirdana del faraón Ramsés III en un relieve en Abu Simbel.

La primera mención del pueblo llamando Srdn-w aparece en los pergaminos de Amarna, la correspondencia de Rib-Hadda de Biblos (EA 81, EA 122, EA 123 en Moran 1992: 150-1, 201-2), al faraón Akenatón, hacia el 1350 a. C. Durante esta época ya se les describe como incursores marítimos y mercenarios, dispuestos a ofrecer sus servicios a cambio de dinero.
Ramsés II, que gobernó entre 1279 - 1213 a. C., derrotó a los Shirdana en el segundo año de su reinado (1278 a. C.), cuando intentaron atacar la costa de Egipto aliados con los Lukka (L'kkw, posiblemente los posteriores Licios) y los Šqrsšw (Shekelesh), en una batalla marítima en el Mediterráneo. Posteriormente el faraón incorporaría a muchos de estos guerreros en su guardia personal. Una inscripción del reinado de Ramsés II en una estela de Tanis registra el ataque y posterior derrota de los piratas Shirdana y la continua amenaza que representan para las costas mediterráneas de Egipto: : "Los implacables Shirdana, que nadie sabía cómo combatir, venían de forma atrevida en sus barcos de guerra desde los mares, sin que nadie consiguiera resistirlos.."
Después de que Ramsés II consiguiera derrotar a los invasores y capturar a algunos, muchos cautivos Shirdana son representados entre la guardia del faraón, donde destacan por sus yelmos cornudos con una bola proyectada en el medio, sus escudos redondos y sus grandes espadas. También son representados en inscripciones de la batalla del faraón contra los Hititas en Kadesh, donde formaban parte de la guardia personal de Ramsés II. Poco más de un siglo después, muchos Shirdana aparecen cultivando terrenos propios; sin duda se trata de recompensas por sus servicios militares. También existe evidencia de la presencia de los Shirdana en Beth Shean, la guarnición egipcia de Canaan.[cita requerida]

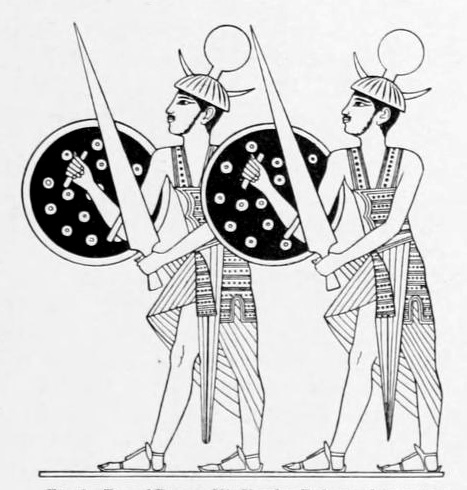
Un dibujo del de los Shirdana a partir del relieve anterior; su equipo es claramente visible.

Los ataques de los pueblos del mar continuaron durante el reinado de Ramsés III. El faraón tuvo que hacer frente a dos grupos de incursores que se dirigían hacia el Delta. En el año octavo de reinado Ramsés se dirigió hacia Asia para hacer frente a los pueblos del mar. Se produjo una batalla naval en la desembocadura del Nilo, donde fue aniquilada la flota enemiga, y que junto al fortalecimiento de la frontera palestina fue suficiente para evitar la temible invasión de pueblos del mar, de la que difícilmente se hubiera recuperado Egipto, corriendo la misma suerte que el Imperio Hitita. La retirada de los pueblos del mar animó a Ramsés a retomar la colonización asiática emprendida por sus antecesores: Siria es recuperada en parte, tomando cuatro ciudades fortificadas, llegando incluso hasta las regiones del Éufrates. Pero la alegría por la victoria dura poco, ya que algunos años después las tierras de Canaán se perderán definitivamente.

## Conexión con los pueblos del mar

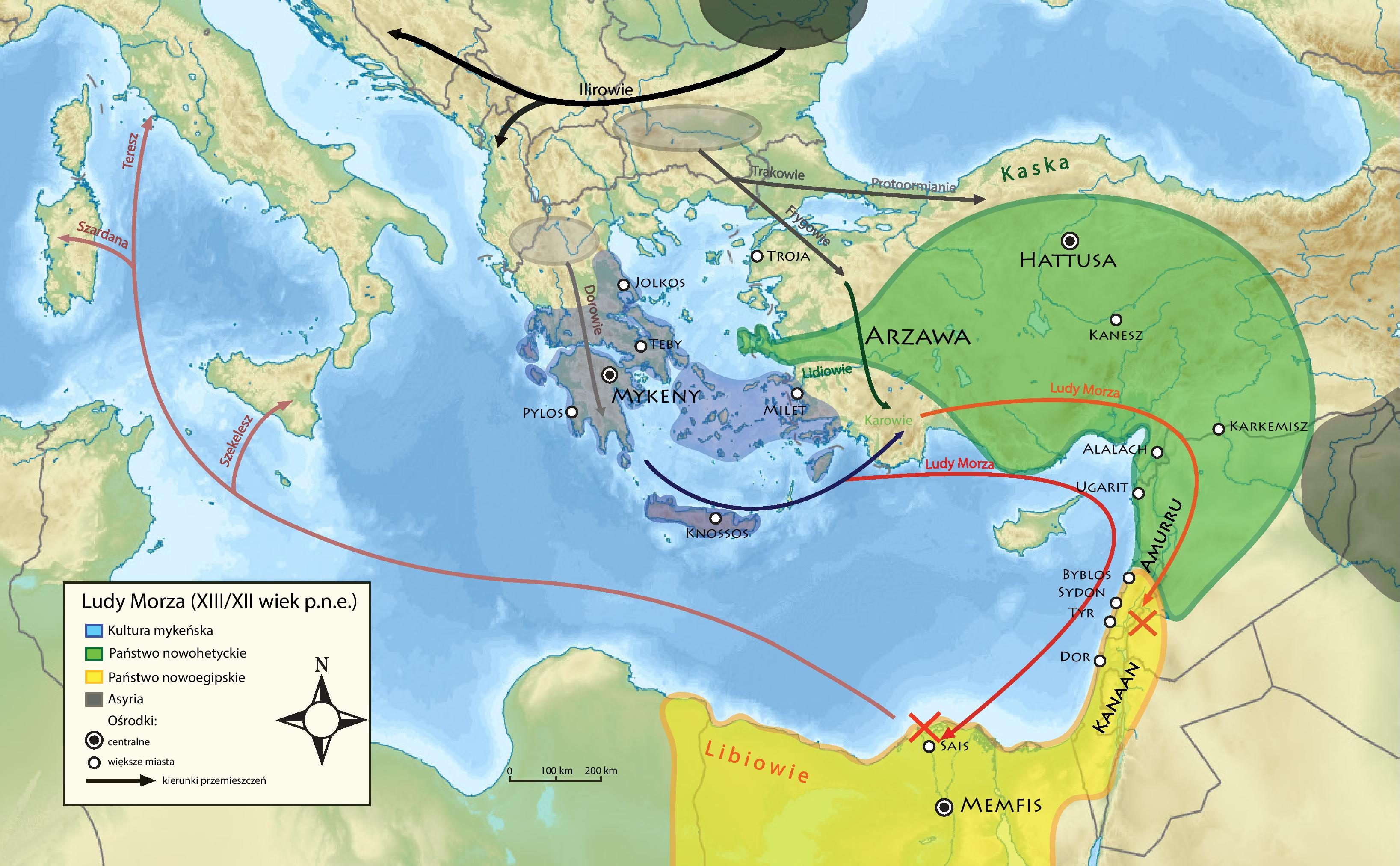
Migraciones teóricas de los Pueblos del Mar en el Mediterráneo Oriental.

Michael Wood sugiere que los Shirdana eran un grupo importante de las bandas de piratas que interrumpieron el comercio en el mar Egeo a finales del siglo XIII a. C. y que sus incursiones contribuyeron al colapso de la civilización micénica.

## Orígenes

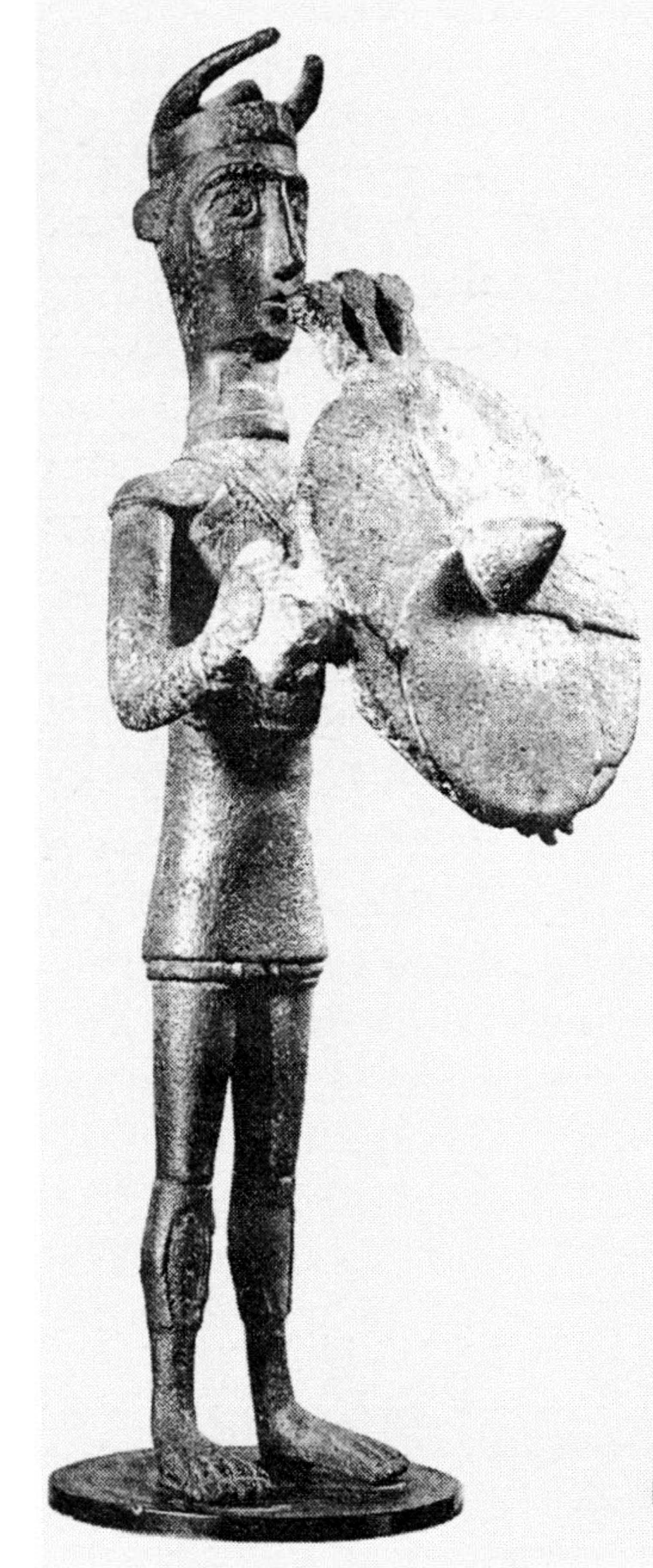
estatuilla de bronce sarda de un guerrero nurágico.

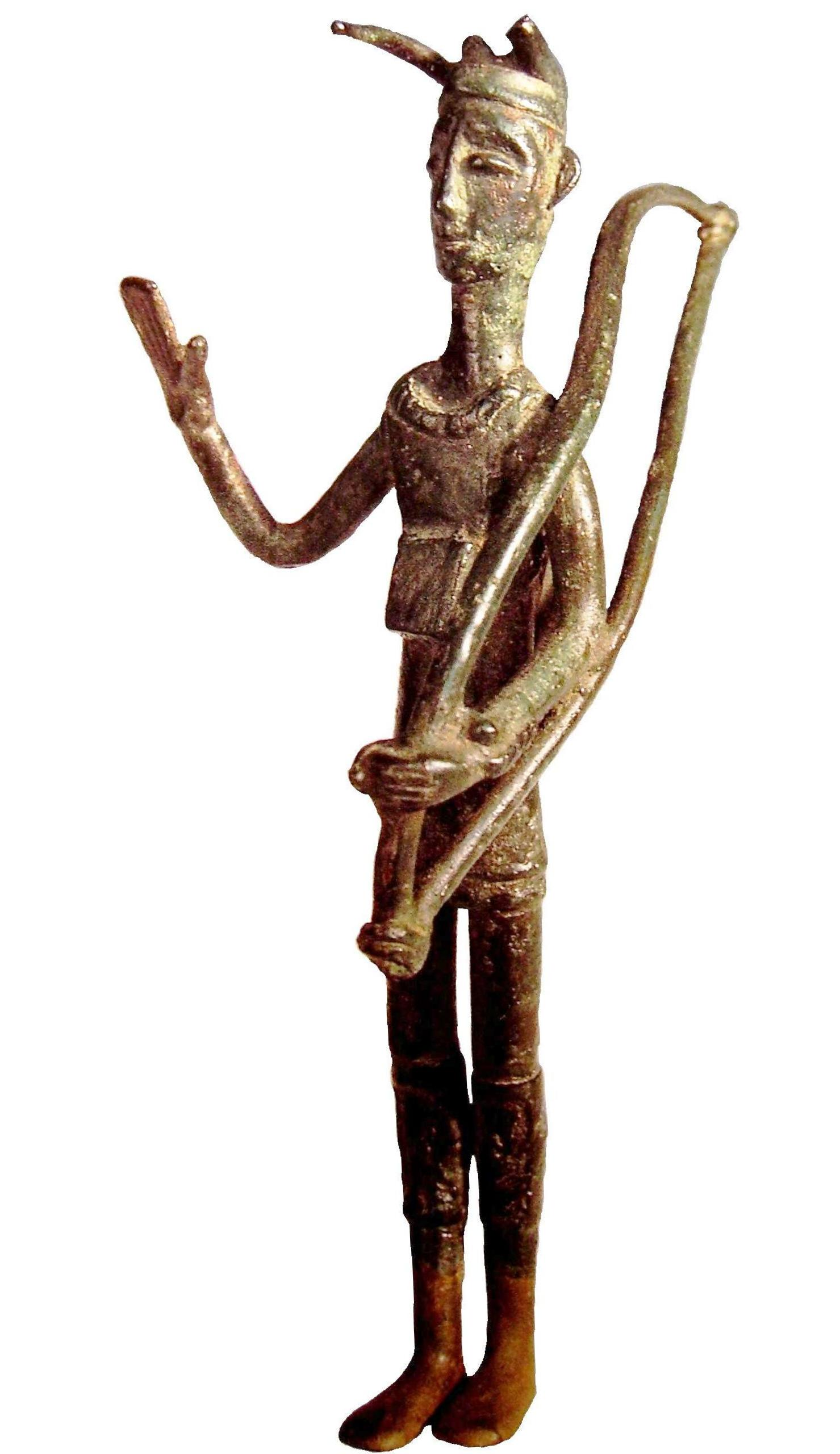
estatuilla de bronce sarda de un arquero nurágico.

No se ha descubierto ninguna mención a los Shirdana en leyendas o documentos hititas o griegos, lo que sugiere que no aparecieron en sus esferas de influencia. La principal teoría sostiene que estos pueblos surgieron del Mediterráneo occidental, señalando a las conexiones etimologícas entre Shirdana y Sardinia (Cerdeña), Shekelesh con Sicilia y Trs-w (Teresh o Tursci) con los Tirrenos o Etruscos, pero las evidencias arqueológicas encontradas no son satisfactorias y existen evidencias de que estos pueblos llegaron a los lugares en los que vivían en tiempos clásicos después del período de Ramsés II y no antes. Por lo general Margaret Guido concluye que las evidencias de que los Shirdana, Shekeles o Teresh venían del Mediterráneo occidental son dudosas.
Guido sugiere que los Shirdana podría haber surgido de Jonia en el centro de la costa occidental de Anatolia, en la región de Hermos, al este de la isla de Quíos. Se ha sugerido que Sardes podría preservar un recuerdo cultural de su nombre. Hasta hace poco se asumía que Sardis había estado poblada solo desde el final de la Edad Oscura de Grecia, pero varias excavaciones han demostrado que el lugar estuvo habitado desde la Edad del Bronce y era un lugar de población significante. Si es así, los Shirdana, presionados por la expansión hitita de finales de la Edad del Bronce y debido a las hambrunas que afectaron a la zona por el mismo período podrían haber emigrado a las islas del Egeo y posteriormente a Cerdeña. Guido sugiere que si "unos pocos líderes dominantes hubiesen surgido sólo unos pocos siglos antes de que se establecieran las colonias fenicias en Cerdeña, varios rasgos de la prehistoria de Cerdeña podrían ser explicados como innovaciones introducidas por los Shirdana: tipos orientales de armadura y luchas perpetuadas en representaciones de bronce de guerreros varios siglos después; la llegada de lingotes de cobre chipriota de la Serra Ilix; el repentino avance en la complejidad y diseño de los nuraghi hacia el 1000 a. C.; la introducción de algunas prácticas religiosas como la adoración del agua en pozos sagrados, si es que estos elementos no fueron introducidos por los colonos fenicios."(p.187-8).
Estudios realizados por genetistas sobre el ADN sobre los habitantes del interior de Cerdeña confirman la presencia de elementos comunes con los pueblos de Anatolia, como el haplogrupo G ADN-Y. [cita requerida]
A pesar de estas consideraciones, en Cerdeña la datación de las armas y armaduras de la Edad de Bronce similares a los Shirdana arroja fechas posteriores en varios siglos al período de los Pueblos del Mar. Si la teoría establece que los Shirdana emigraron a Cerdeña tras su derrota por Ramsés III, debemos asumir que los hallazgos de Cerdeña son influencias posteriores. Por otra parte, si los Shirdana no emigraron hasta Cerdeña hasta el siglo IX a. C., asociados quizás a la expansión de los antiguos etruscos y fenicios hacia el Mediterráneo Occidental, existe la incógnita de dónde se encontraban situados entre el período de los Pueblos del Mar y su aparición como la cultura Nuraghi de Cerdeña.
Estas coincidencias teóricas (reforzadas por consideración lingüísticas) podrían permitir asumir que un pueblo de hábiles marineros abandonó el Mediterráneo Oriental y se estableció en Cerdeña. Probablemente se encontraran con algún tipo de resistencia en su migración. También es posible que los primeros incursores fueran exploradores. Si es así, es probable que solo un pueblo guerrero como los Shirdana pudiera haber organizado una expedición semejante. Sin embargo, no se ha encontrado información conluyente que confirme esta teoría.